# تجمع راس رماة (رماة)

تعديل مصدري - تعديل

تجمع راس رماة هي إحدى قرى عزلة رماة بمديرية رماة التابعة لمحافظة حضرموت، بلغ تعداد سكانها 43 نسمة حسب تعداد اليمن لعام 2004.